# Guerra urbana

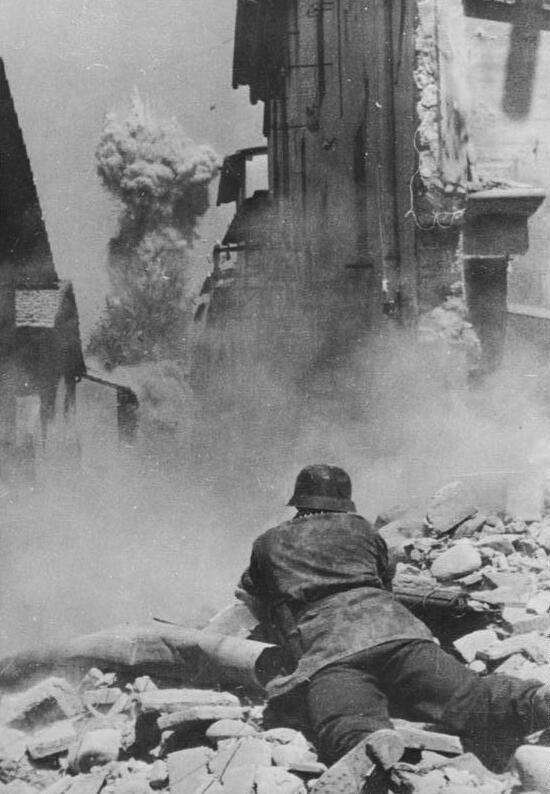
Soldado alemão em meio a escombros de uma cidade italiana no Adriático.

Guerra urbana é a guerra conduzida em áreas edificadas em zonas urbanas tais como vilas, municípios e cidades. O combate urbano difere do combate ao ar livre tanto no nível operacional quanto no nível tático. Fatores complicadores na guerra urbana incluem a presença de civis e a complexidade do terreno urbano. As operações de combate urbano podem ser conduzidas para capitalizar as vantagens estratégicas ou táticas associadas à posse ou ao controle de uma determinada área urbana ou para negar essas vantagens ao inimigo.
Lutar em áreas urbanas anula as vantagens de poder de fogo que um lado pode ter sobre o outro em blindados, artilharia pesada ou apoio aéreo. Emboscadas lançadas por pequenos grupos de soldados com armas antitanque portáteis podem destruir colunas inteiras de blindados modernos (como na Primeira Batalha de Grozny), enquanto a artilharia e o apoio aéreo acabam criando entulho que impede o movimento de blindados pelas ruas e cria abrigos para a infantaria defensora (como na Batalha de Stalingrado). A presença de civis também pode levar os lados a diminuírem o uso de poder de fogo para limitar as baixas não-combatentes tanto quanto possível, ou, pelo contrário, os civis podem ser usados como escudos humanos.
Em confrontos irregulares, os civis podem ser difíceis de se distinguir dos combatentes. Pessoas em trajes civis ou misturas de trajes civis e militares podem ser milícias armadas ou gangues, enquanto indivíduos armados no espaço de batalha podem ser tão simplesmente cidadãos não-combatente tentando proteger suas casas de potenciais agressores. As táticas são complicadas por um ambiente tridimensional, campos de visão e corredores de tiro limitados por causa de edifícios, ocultação aprimorada e cobertura para os defensores, infraestrutura subterrânea e a facilidade de colocação de armadilhas e snipers.

## Terminologia militar

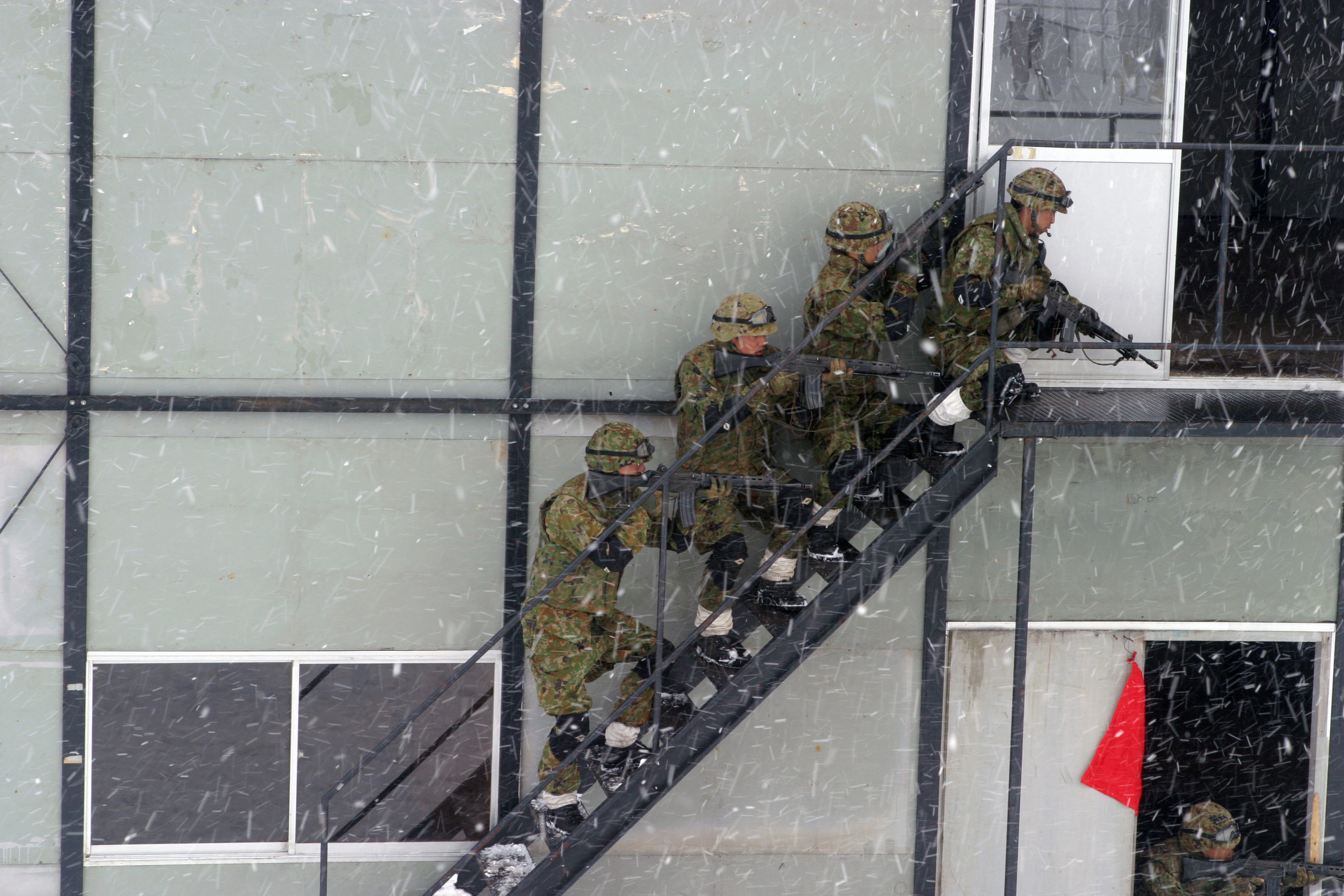
Soldados do exército japonês praticam táticas MOUT na área de manobra de Ojojihara de Sendai, no Japão, durante um exercício em 2004

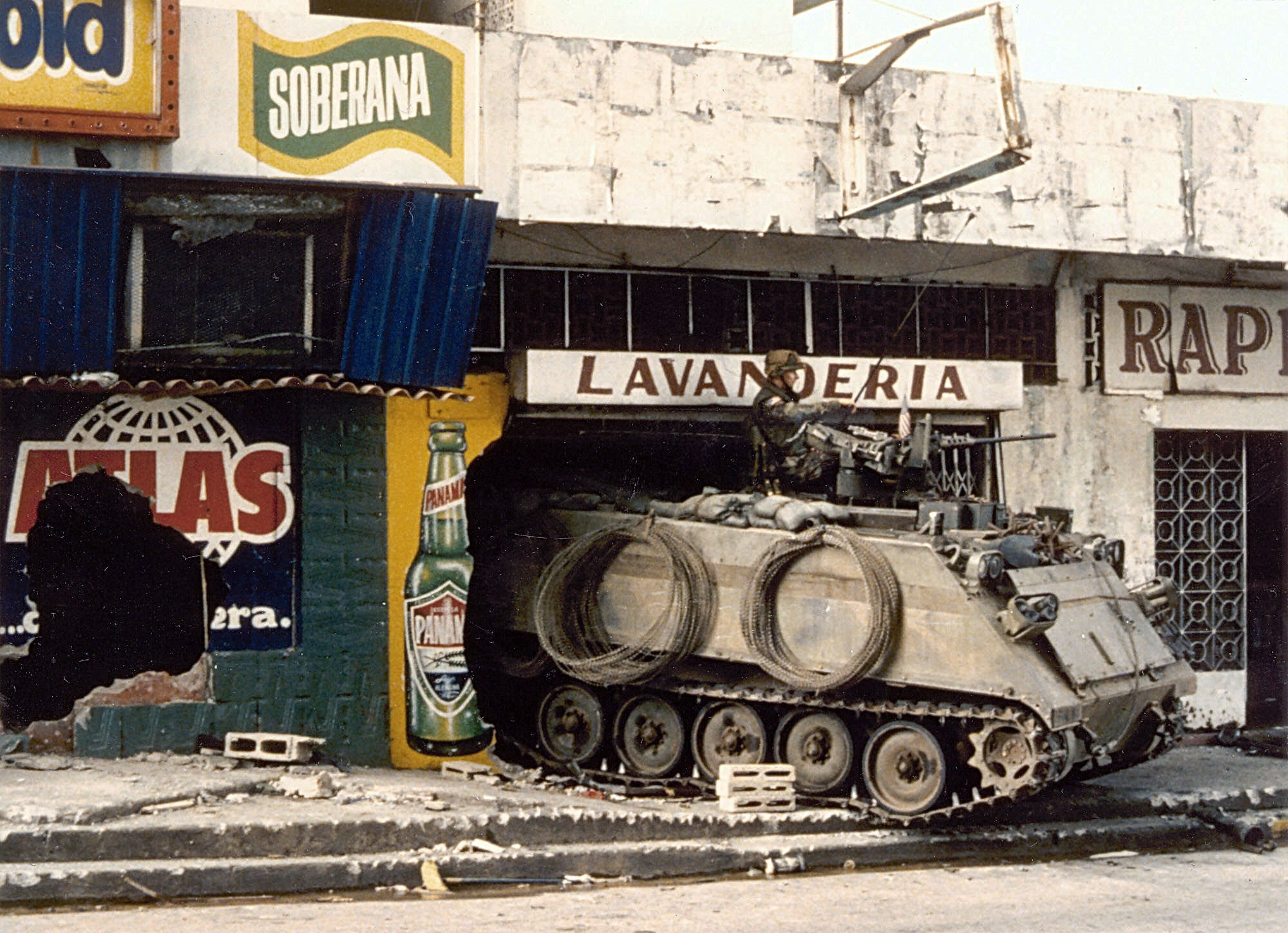
Um VBTP M113 americano em combate urbano durante a Invasão do Panamá

Historicamente, as Forças Armadas dos Estados Unidos se referem à guerra urbana como UO (urban operations / operações urbanas), mas este termo foi amplamente substituído por MOUT (military operations in urban terrain / operações militares em terreno urbano).

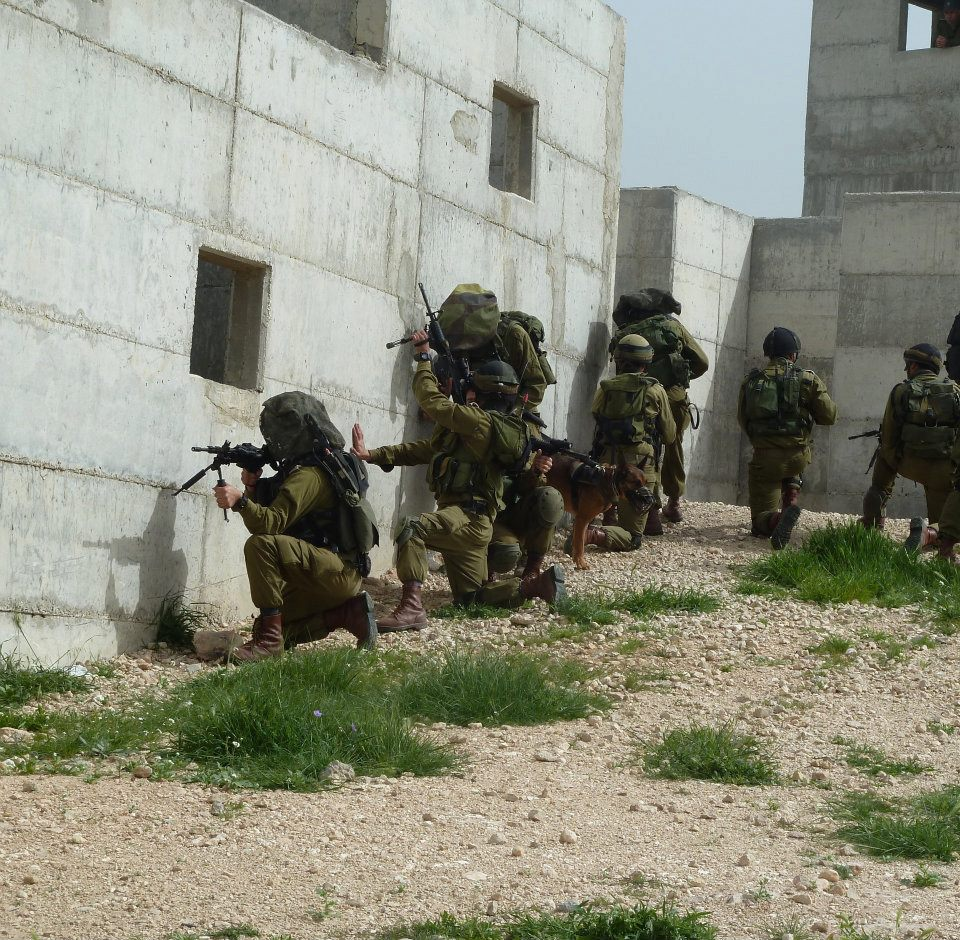
Militares israelenses da Brigada Kfir treinando combate casa-em-casa

Os termos das Forças Armadas britânicas são OBUA (operations in built-up areas / operações em áreas edificadas), FIBUA (fighting in built-up areas / luta em áreas construídas), ou às vezes (coloquialmente) FISH (fighting in someone's house / luta na casa de alguém), ou FISH and CHIPS (fighting in someone's house and causing havoc in people's streets / brigar na casa de alguém e causar estragos nas ruas das pessoas); fazendo uma alusão ao prato britânico fish and chips.
O termo FOFO (fighting in fortified objectives / lutar em objetivos fortificados) refere-se a limpar o pessoal inimigo de locais estreitos e entrincheirados como bunkers, trincheiras e fortalezas; o desmantelamento de minas e arame-farpado; e a garantia de pontos de apoio em áreas inimigas.
As Forças de Defesa de Israel chamam a guerra urbana de לש"ב (pronuncia-se LASHAB), um acrônimo hebraico para guerra em terreno urbano. LASHAB nas FDI inclui táticas de larga escala (como a utilização de veículos blindados de transporte, tratores blindados, VANTs para inteligência, etc.), treinamento CQB para forças de combate (como uma pequena equipe de soldados de infantaria deve lutar em espaços confinados e edificados). O LASHAB das FDI foi desenvolvido principalmente nas últimas décadas, após a Guerra do Líbano de 1982, incluindo guerra urbana em Beirute e aldeias libanesas, e foi desenvolvido durante a Segunda Intifada (2000-2005), na qual soldados das FDI entraram e lutaram em cidades e aldeias palestinas; além de acampamentos de refugiados. As FDI possuem uma instalação especial grande e avançada para treinar soldados e unidades em guerra urbana.

## Treinamento de guerra urbana

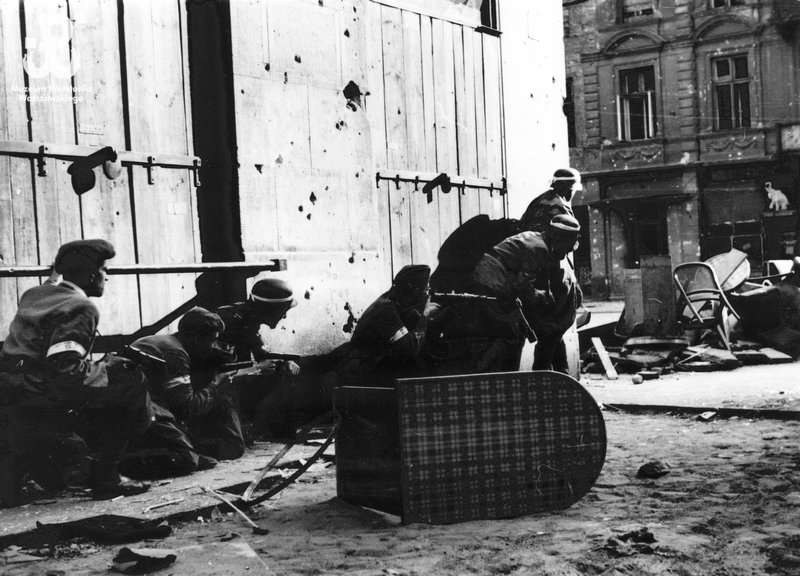
Soldados do Armia Krajowa atacam uma casa fortificada no centro da cidade de Varsóvia durante a revolta de 1944

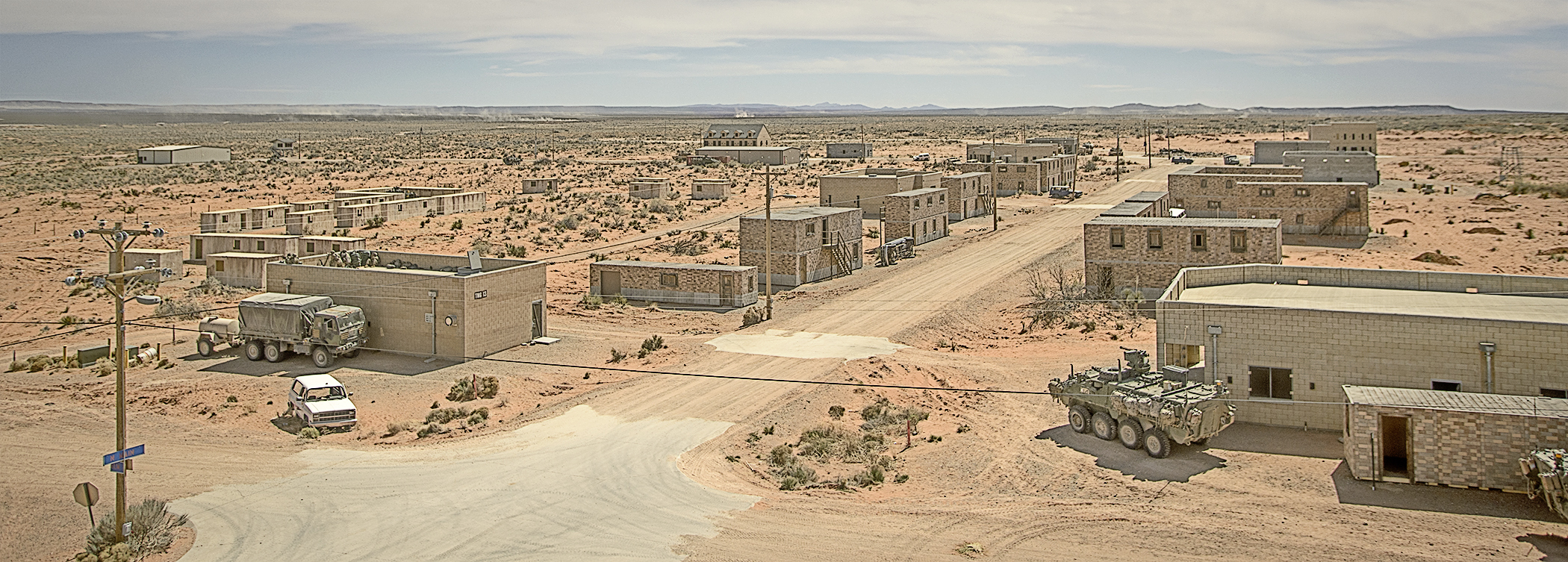
Aldeia de treinamento Zambraniyah em Orogrande, Novo México, Estados Unidos

As forças armadas procuram treinar as suas unidades para as circunstâncias nas quais irão combater, e o aumento dos combates em zonas urbanas edificadas nos séculos XX e XXI levaram à criação de cidades de treinamento para exercícios urbanos simulados. No seio da OTAN, os portugueses foram os primeiros a criarem cidades maquetes para treinamentos em zonas habitadas.
As forças armadas estadunidenses possuem uma aldeia de treinamento chamada Zambraniyah, localizada no Novo México; enquanto o Exército Britânico estabeleceu uma "aldeia afegã" dentro de sua Área de Batalha de Stanford. O Exército Francês construiu várias áreas de treinamento urbano em suas instalações CENZUB (Centre d'entraînement aux actions en zone urbaine / Centro de Treinamento em Ações em Zona Urbana).
Durante a Segunda Guerra Mundial, como preparação para a invasão aliada da Normandia, a população da vila inglesa de Imber foi evacuada compulsoriamente para fornecer uma área de treinamento urbana para as forças dos Estados Unidos. A instalação foi mantida, apesar dos esforços dos deslocados para recuperarem suas casas, e foi usada para treinamento do Exército Britânico em operações de contra-insurgência na Irlanda do Norte. Uma nova área de treinamento especificamente construída foi criada em Copehill Down, a cerca de 3 milhas de Imber (4,8km).